# Campeonato Mundial de Esgrima de 1949
El XIX Campeonato Mundial de Esgrima se celebró en El Cairo (Egipto) en 1949 bajo la organización de la Federación Internacional de Esgrima (FIE) y la Federación Egipcia de Esgrima.

## Medallistas

### Masculino
| Evento              | Oro | Plata                                                                             | Bronce                                                                                               |
| ------------------- | --- | --------------------------------------------------------------------------------- | --- |
| Florete individual  | Christian d'Oriola Francia | Renzo Nostini · Italia                                                            | Giuliano Nostini · Italia                                                                            |
| Florete por equipos | Manlio Di Rosa · Edoardo Mangiarotti · Giuliano Nostini · Renzo Nostini · Giorgio Pellini · Italia                                  | René Bougnol Jéhan Buhan Christian d'Oriola Jacques Lataste Adrien Rommel Francia | Osman Abdel Hafeez Anuar Taufik Salah Desuki Hasan Hosni Taufik Mahmud Yunes Mohamed Zulficar Egipto |
| Espada individual   | Dario Mangiarotti · Italia | René Bougnol Francia                                                              | Per Carleson · Suecia                                                                                |
| Espada por equipos  | Roberto Battaglia · Luigi Cantone · Marco Antonio Mandruzzato · Dario Mangiarotti · Edoardo Mangiarotti · Antonio Spallino · Italia | Per Carleson · Hans Drakenberg · Carl Forssell · Rolf Julin · Suecia              | Salah Desuki Mohamed Abdel Rahman Mahmud Yunes Maurice Schmeil Yusef Asfar Egipto                    |
| Sable individual    | Gastone Darè · Italia | Giorgio Pellini · Italia                                                          | Vincenzo Pinton · Italia                                                                             |
| Sable por equipos   | Gastone Darè · Renzo Nostini · Mauro Racca · Vincenzo Pinton · Italia                                                               | Jacques Lefèvre Jean Levavasseur Jean Parent Jean-François Tournon Francia        | Ahmed Abu-Shadi Salah Desuki Mohamed Abdel Rahman Mahmud Yunes Mohamed Zulficar Egipto               |

### Femenino
| Evento             | Oro                   | Plata                    | Bronce                                          |
| ------------------ | --------------------- | ------------------------ | ----------------------------------------------- |
| Florete individual | Ellen Preis · Austria | Karen Lachmann Dinamarca | Renée Garilhe Francia Jacqueline Baudot Francia |

## Medallero
| Núm. | País      | Oro | Plata | Bronce | Total |
| ---- | --------- | --- | ----- | ------ | ----- |
| 1    | Italia    | 5   | 2     | 2      | 9     |
| 2    | Francia   | 1   | 3     | 2      | 6     |
| 3    | Austria   | 1   | 0     | 0      | 1     |
| 4    | Suecia    | 0   | 1     | 1      | 2     |
| 5    | Dinamarca | 0   | 1     | 0      | 1     |
| 6    | Egipto    | 0   | 0     | 3      | 3     |
|      | TOTAL     | 7   | 7     | 8      | 22    |